# Godsend, expérience interdite
Pour plus de détails, voir Fiche technique et Distribution.
Godsend, expérience interdite, ou Adam au Québec et au Nouveau-Brunswick, (en anglais : Godsend) est un film américano-canadien réalisé par Nick Hamm, sorti en 2004.
Le film suit Jessie et Paul qui sont traumatisés par la mort accidentelle de leur fils, Adam, le lendemain de son huitième anniversaire. Un savant leur propose de le cloner. Tout va bien jusqu'à ses 8 ans. Soudain assailli de rêves horribles, le jeune garçon n'est plus lui-même. Il devient le souffre-douleur des garçons de sa classe. En proie à de terribles et inexplicables flashbacks, il semble développer une tout autre personnalité. Pour Jessie et Paul, c'est le début du pire des cauchemars...

## Synopsis
Paul et Jessie Duncan forment un couple heureux et marié qui a un fils de huit ans nommé Adam. Le lendemain de son huitième anniversaire, alors qu'il allait chercher un ballon de basket dans la rue, Adam est tué dans une collision. En sortant d'une église, Jessie et Paul sont confrontés au Dr Richard Wells, un ancien professeur de Jessie. Il propose de cloner Adam, une procédure illégale qui nécessiterait un changement de lieu et d'identité, ce à quoi les Duncan acceptent à contrecœur. Tout semble bien se passer pour le nouvel Adam jusqu'à ce qu'il atteigne son huitième anniversaire. Cette nuit-là, il a un violent cauchemar. Richard explique à Paul qu'il est courant chez les garçons de son âge d'avoir des terreurs nocturnes, et que ce n'est pas grave. Il explique que parce qu'Adam II a atteint l'âge auquel l'Adam original est mort, sa vie ne peut plus être prédite. À partir de ce moment, Adam II continue d'avoir des terreurs nocturnes jusqu'à ce qu'elles se transforment en visions et il commence à en avoir alors qu'il est bien éveillé, perdant le contrôle de ses actions.
Les visions d'Adam sont récurrentes : il voit un garçon nommé Zachary se promener dans un bâtiment scolaire tandis que d'autres enfants se moquent de lui. Ces images alternent avec des images de l'école en feu, des cris d'enfants et l'image d'une femme non identifiée attaquée et tuée à coups de marteau. Les visions d'Adam affectent sa personnalité diurne, le rendant amer, délinquant et peu coopératif. Adam commence à intimider un autre garçon qui fréquente son école. Un soir, au dîner, Jessie reçoit un appel téléphonique du parent de cet enfant, bouleversée par la disparition de celui-ci. Jessie le dit à Paul, qui demande ensuite ce qu'Adam faisait ce jour-là. Adam dit qu'il jouait à la rivière. Lorsque Paul demande avec qui il jouait, Adam répond qu'il n'est "pas censé le dire". Le lendemain, alors que les Duncan rentrent chez eux en passant sur un pont, ils sont stoppés par un policier. Ils se dirigent vers le côté du pont pour voir la femme qui avait téléphoné la nuit précédente au sujet de son enfant disparu, criant à la vue de son fils récupéré par les ambulanciers dans une rivière où il s'était noyé. Paul pense qu'Adam est impliqué dans la mort de l'enfant.
Avec l'aide de Richard, Paul examine Adam et lui parle de ses visions. Il découvre enfin que l'école dans les visions d'Adam s'appelle Saint Pie et que le nom de famille de Zachary est Clark. Grâce à ces informations, Paul est capable de retrouver l'adresse de l'enfant et de retrouver une ancienne nounou de Zachary. La nounou informe Paul que Zachary était profondément perturbé. Il a été énormément victime d'intimidation à l'école et, à la suite de ses émotions, il a mis le feu à l'école. De retour chez lui, Zachary a tué sa mère avec un marteau avant de mettre le feu à leur maison, où il a brûlé avec le corps de sa mère. Lorsqu'il interroge la nounou, Paul apprend que le père de Zachary était généticien – suffisamment d'informations pour découvrir que cet homme n'était autre que Richard Wells, vivant désormais sous une fausse identité. Grâce à l'opération de clonage d'Adam, Richard avait secrètement mélangé l'ADN d'Adam avec celui de Zachary (le feu ayant endommagé l'ADN de Zachary au point qu'il ne pouvait pas être cloné sans l'aide d'autres cellules vivantes) dans l'espoir de ramener son propre fils à la vie. , puis le kidnapper. L'opération n'a pas abouti à un succès complet. Après s'être disputé avec Richard et avoir appris ce qui a causé le comportement erratique d'Adam, Paul rentre chez lui en courant. Il retrouve Adam et Jessie dans le hangar dans les bois. Il est arrivé juste à temps pour empêcher Adam (avec la personnalité de Zachary aux commandes) de tuer Jessie avec un marteau, presque de la même manière que Zachary avait tué sa mère. La personnalité d'Adam parvient à reprendre le contrôle et tout semble bien se passer.
Dans une tentative d'ébranler les transitions psychologiques d'Adam à Zachary, les Duncan s'échappent de Richard et déménagent dans un autre quartier. Tout semble bien aller. Adam est sympathique et heureux, mais alors qu'il est laissé seul dans sa chambre, Adam entend du bruit dans le placard. Lorsqu'il ouvre la porte du placard, un bras légèrement brûlé et pourri portant le maillot de Zachary, sort de l'obscurité du placard et attire Adam à l'intérieur. Paul revient pour voir Adam et regarde dans le placard, mais il ne voit personne. Adam apparaît alors par derrière et choque Paul en le touchant, indiquant que Zachary a repris le contrôle.

## Fiche technique
- Titres français : Godsend, expérience interdite
- Titre québécois Adam
- Titre original : Godsend
- Réalisation : Nick Hamm
- Scénario : Mark Bomback
- Musique : Brian Tyler
- Production : Mark Bomback, Christopher Briggs, Michael Burns, Marc Butan, Mark Canton, Mark Cuban, Jon Feltheimer, Eric Kopeloff, Steve Mitchell, Sean O'Keefe, Robert Ortiz, Michael Paseornek, Cathy Schulman, Todd Wagner pour Lions Gate Film, Artists Production Group, 2929 Productions (comme 2929 Entertainment) et Blue Productions.
- Pays d'origine :  États-Unis ;  Canada
- Genre : Fantastique, science-fiction et horreur
- Durée : 98 minutes
- Date de sortie : 
  - États-Unis : 30 avril 2004
  - Royaume-Uni : 15 juin 2004
  - France : 16 juin 2004
- Film interdit aux moins de 12 ans lors de sa sortie en salles.

## Distribution
- Greg Kinnear (VF : Bernard Lanneau ; VQ : Antoine Durand) : Paul Duncan
- Rebecca Romijn (VF : Déborah Perret ; VQ : Isabelle Leyrolles) : Jessie Duncan
- Robert De Niro (VF : Jacques Frantz ; VQ : Hubert Gagnon) : Richard Wells
- Cameron Bright : Adam Duncan
- Jake Simons : Dan Sandler
- Elle Downs : Clara Sandler
- Raoul Bhaneja (en) (VF : Mathieu Buscatto ; VQ : Sébastien Dhavernas) : Samir Miklat
- Jenny LCooper : Sandra Shaw
- Thomas Chambers : Jordan Shaw
- Munro Chambers : Max Shaw
- Jeff Christensen : Hal Shaw
- Deborah Odell : Tanya
- Jordan Scherer : Roy Hazen
- Ingrid Veninger : Mme Farr
- Christopher Britton (VF : Pascal Germain ; VQ : Jean-François Blanchard) : Dr Lieber
- Marcia Bennett (VF : Catherine Artigala) : la principale Hersch
- Zoie Palmer : Susan Pierce
- Janet Bailey (VF : Élisabeth Wiener ; VQ : Claudine Chatel) : Cora Williams
- Devon Bostick : Zachary Clark
- Merwin Mondesir (VF : Jérémy Prévost) : Maurice, jeune élève
- Sava Drayton : le jeune élève no 2 complice de Maurice
- Edie Inksetter : la caissière
- Matt Robinson (VF : Jérémy Bardeau) : Kevin, un étudiant

 Source et légende : version française (VF) sur RS Doublage ; version québécoise sur Doublage.qc.ca

## Réponse critique
- Le film a été mal reçu par les critiques américains, ne recevant que 4 % d'opinions favorables sur la base de 138 critiques sur Rotten Tomatoes